# Dufourea oryx
Dufourea oryx är en biart som först beskrevs av Henry Lorenz Viereck 1903.  Dufourea oryx ingår i släktet solbin, och familjen vägbin. Inga underarter finns listade i Catalogue of Life.